# Barreira do Tamisa

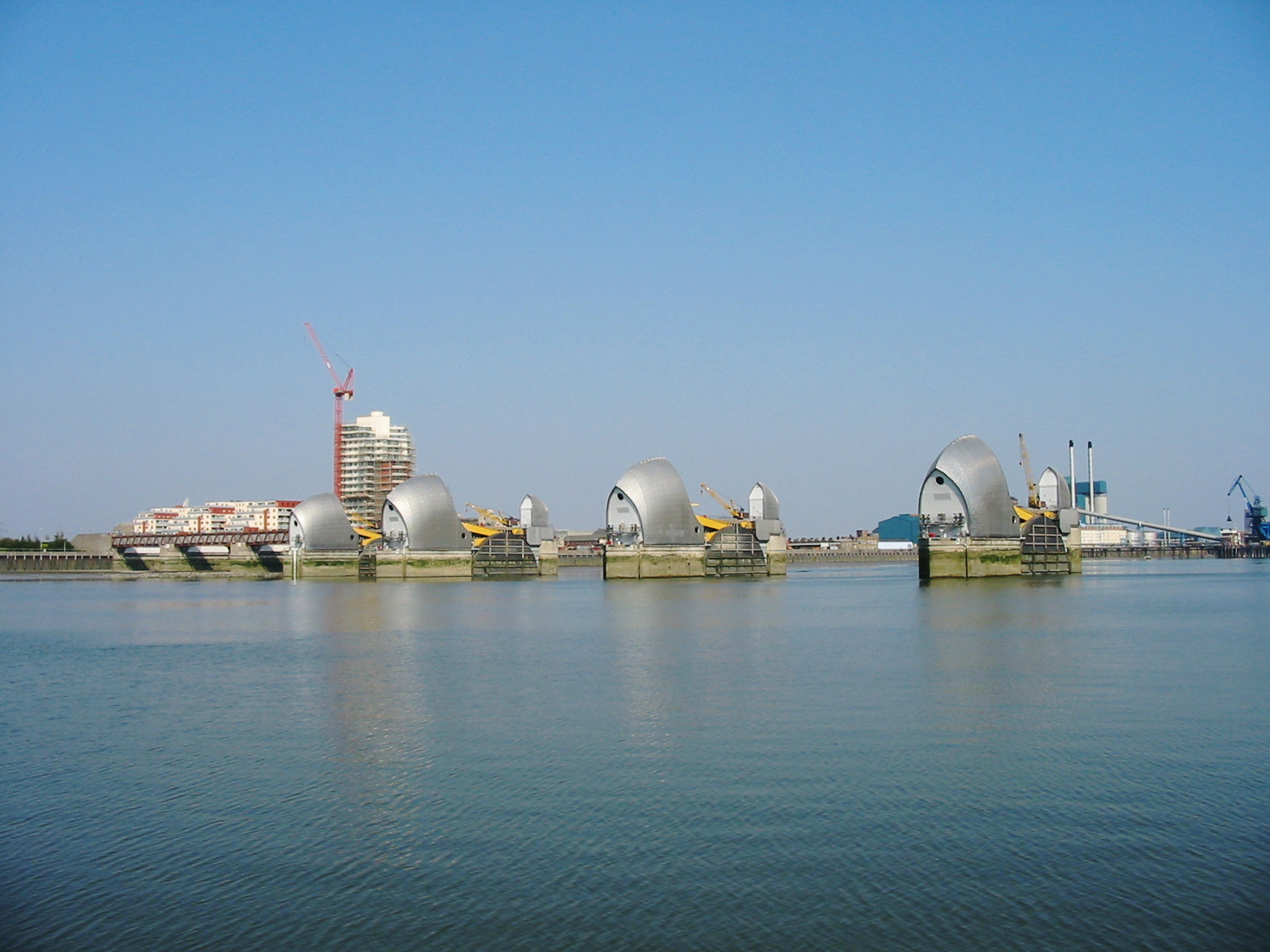
A barreira contra inundações do rio Tamisa

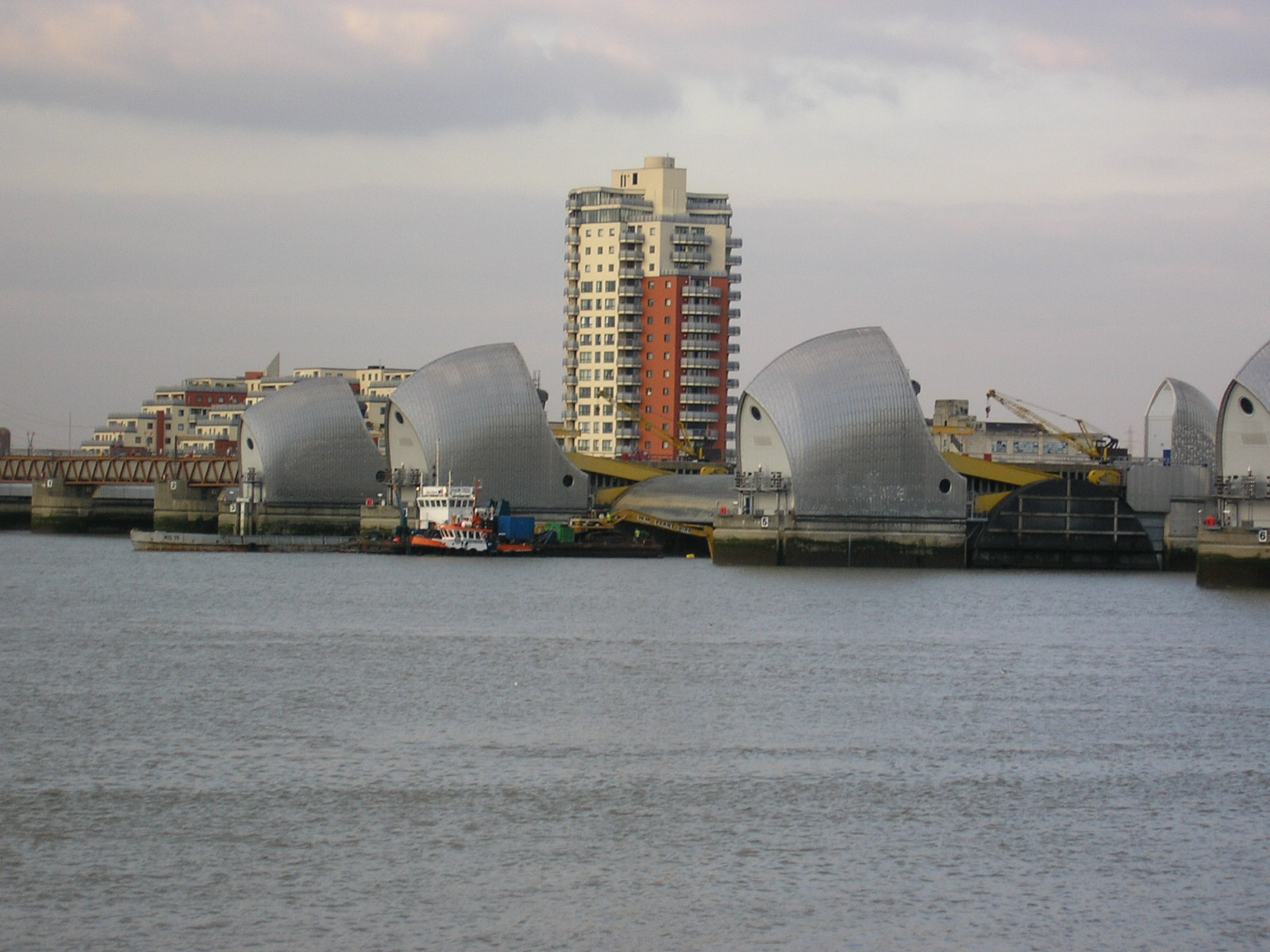
O portão no centro da imagem foi erguido para a sua posição que possibilita a manutenção da estrutura

A Barreira do Tamisa (português europeu) ou Barreira do Tâmisa (português brasileiro) (em inglês:  Thames Barrier) é a segunda maior barreira anti-inundações do mundo (apenas a Oosterscheldekering nos Países Baixos é maior) e está localizada no rio Tamisa a jusante do centro de Londres, Reino Unido. O seu propósito é prevenir Londres das inundações por marés cheias e marés de tempestade excecionalmente altas. Só deve ser erguida durante a maré cheia; nas marés vazias pode ser baixada para libertar a água a montante. Na margem norte está Silvertown no borough de Newham, e na margem sul fica a área de New Charlton de Charlton no borough de Greenwich. O relatório de Sir Hermann Bondi sobre a inundação dos Países Baixos de 1953 que também atingiu o estuário do Tamisa e partes de Londres foi decisiva para a construção da barreira.